# Benedikt Dolf
Benedikt Dolf (* 13. August 1918 in Zillis; † 5. August 1985 in Schiers; auch als Benedetg Dolf bekannt) war ein Schweizer Komponist.

## Leben und Wirken
Dolfs Vater Tumasch Dolf war ein rätoromanischer Poet, Liedersammler und Komponist, daneben arbeitete er als Sekundarlehrer. 
Benedikt Dolf besuchte das Gymnasium in Chur, wo sein Interesse an der Musik gefördert wurde und er Klavierunterricht erhielt. Sein Augenmerk galt dem Komponisten Paul Hindemith. Während der 5. Gymnasialklasse erhielt er bei Antoine E. Cherbuliez am Konservatorium in Zürich Theorieunterricht. Im Alter von 18 Jahren entstanden Dolfs erste Werke, unter anderem 1936 eine «Sonate für Violine und Klavier».
Nach der Matura 1938 wollte Dolf Musik studieren, schrieb sich aber auf Wunsch seiner Eltern zuerst an der Theologischen Fakultät in Zürich ein. 1941 besuchte er eine Klasse für Kontrapunkt bei Paul Müller-Zürich, erwarb das Diplom in Theorie und Kontrapunkt und übernahm eine Stelle als reformierter Pfarrer in Valendas-Sagogn.
1948 legte Dolf das Pfarramt nieder und führte sein Musikstudium weiter. 1952 schloss er es am Konservatorium in Zürich ab, wo er wieder Kurse in Komposition bei Paul Müller-Zürich besucht und im Hauptfach Klavier studiert hatte. Auch besuchte er Vorlesungen bei Paul Hindemith. Aus dieser Zeit stammt die «Sonate für Violine und Klavier h-Moll (1951)».
1957 wurde Dolf am Lehrerseminar Chur als Musiklehrer für Klavier und Orgel eingestellt und erwarb im selben Jahr bei Czesław Marek das Konzertdiplom als Pianist. Bis 1984 unterrichtete er am Lehrerseminar in Chur. Neben seiner Lehrtätigkeit entstanden Kompositionen. Die Auseinandersetzung mit Graubünden, der Natur und dem romanischen Volksgut prägten immer mehr sein Schaffen. Einige Lieder seines Vaters setzte er neu, suchte rätoromanische Texte von rätoromanischen Autoren und vertonte sie. Es entstanden über 400 Lieder für Chöre und Solostimmen.
In Rofels oberhalb von Maienfeld lebte er mit seiner Frau Trudi Dolf-Briner, einer Bildhauerin, und seiner Tochter Menga, die ebenfalls bildende Künstlerin wurde.
Dolf war den Bündner Komponisten Jürg Brüesch, Meinrad Schütter, Gion Antoni Derungs und Gion Giusep Derungs verbunden. Martin Derungs war sein Schüler, und Dolf verfolgte sein Schaffen mit grossem Interesse. In Rofels setzte er sich mit dem Musikschaffen der Gegenwart und der Vergangenheit auseinander. So archivierte er 5000 Kassetten von verschiedenen Musikaufnahmen aus dem Radio, sammelte 3000 Langspielplatten und baute eine Bibliothek von 5000 Büchern auf. Sein Freund Räto Tschupp war dafür besorgt, dass Dolfs Werk samt einem vollständigen Werkverzeichnis nun im Staatsarchiv Graubünden aufbewahrt wird.
Dolfs musikalisches Werk umfasst unter anderem Chor- und Sololieder in rätoromanischer und deutscher Sprache, Festspielmusiken, Orchesterwerke, Orgel- und Kammermusikwerke und Kompositionen von Film- oder Hörspielmusik.
1980 erhielt Dolf den Anerkennungspreis der Bündner Regierung für seine Verdienste um das bündnerische Musikleben und um die Förderung der rätoromanischen Kultur.

## Werke
- Festspielmusik zum Schützenfest, 1949
- Musik zum 150-jährigen Kantonsschuljubiläum, 1954
- Filmmusik für die Expo 64
- Musik für den Film Terra Ladina, 1965

Kammermusik
- Concertino für Streicher, 1947
- Sonate für Violine und Klavier in h-Moll, 1951
- Quintett für Flöte und Streichquartett, 1952
- Sonate für Violine solo, Sonate für Violine und Klavier, 3 Studien für Streichquartett, 1957
- 22 Bündner Tänze für 2 Violinen, 1976/1977
- Duo für Violine und Violoncelle, 1980

Kirchenmusik
- 58 geistliche Volkslieder (Consolatiun) für Orgel, 1977
- 100. Psalm für Gemischten Chor und Orgel

Vokalwerke
- Wandersprüche nach Eichendorff für gem. Chor a cappella[4]
- Chorwerke und Volksliedsätze in rätoromanischer und deutscher Sprache
- Sololieder mit Begleitung